# Denis Schmidt
Denis Schmidt (* 1980 in Siegen) ist ein deutscher Schauspieler und Synchronsprecher.

## Leben
Von 2008 bis 2012 machte er eine Ausbildung an der Arturo Schauspielschule in Köln.

## Filmografie
- 1990: Sandino
- 2013: 5 Minuten Therapie
- 2014: Mädchen im Koffer
- 2016: Matthiesens Töchter
- 2016: Das singende, klingende Bäumchen
- 2017: Die Lebenden und die Toten – Ein Taunuskrimi
- 2017: WaPo Bodensee
- 2017: Löwenzahn
- 2017: Club der roten Bänder
- 2017: Dark
- 2017: SOKO Wismar
- 2018: Kommissarin Heller: Vorsehung
- 2018: Aufbruch in die Freiheit
- 2018:  SOKO Stuttgart
- 2019: Meuchelbeck
- 2019: Das Wichtigste im Leben
- 2019: 7500
- 2019: Cora Stein
- 2019: Alte Bande
- 2019: Das vergessene Dorf – Cora Steins erster Fall
- 2019: Wir sind die Welle
- 2019: Heldt
- 2019: Weinguter Wader
- 2020: O mein Gott
- 2020: Lindenberg! Mach dein Ding
- 2021: Nächste Ausfahrt Glück: Juris Rückkehr
- 2021: Die Füchsin: Treibjagd
- 2021: Dreiraumwohnung
- 2021: Stralsund:
  - 2021: Medusas Tod
  - 2021: Das Manifest
- 2021: Familie ist ein Fest – Taufalarm
- 2021: Väter allein zu Haus: Timo
- 2018, 2021: SOKO Köln
- 2021: Sugarlove
- 2021: Start the fck up
- 2020–2022: Barbaren
- 2023: De Stamhouder
- 2023: Endlich Witwer – Über alle Berge
- 2023: Liebes Kind
- 2023: Rapunzel und die Rückkehr der Falken
- 2024: Die Neue und der Bulle – Ein Duisburg-Krimi
- 2024: Rentnercops
- 2019–2024: The Mallorca Files
- 2024: Engel mit beschränkter Haftung

- 2025: Die Bestatterin – Tote leben länger